# スノーブラシ

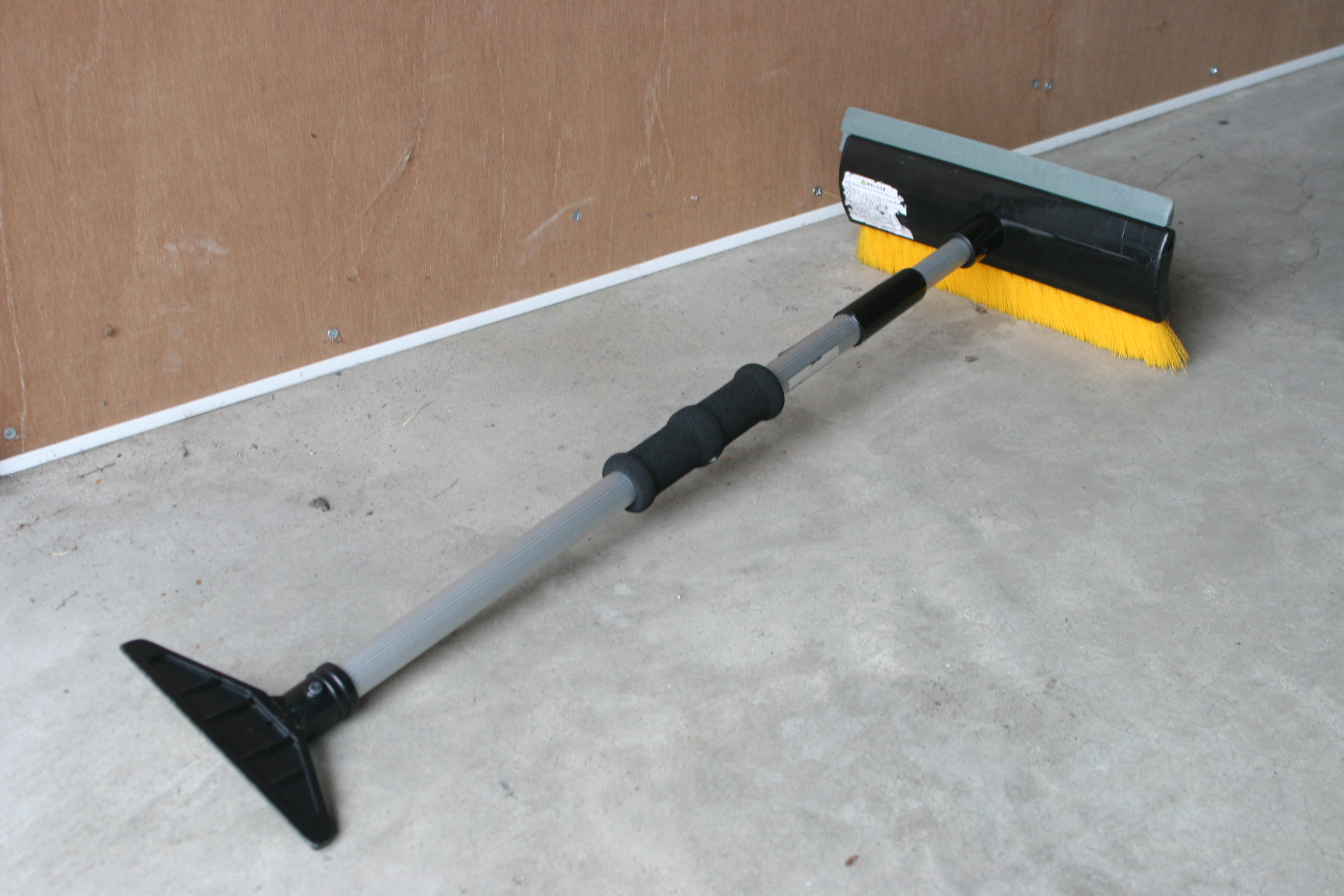
伸縮可能なスノーブラシ。このほかブラシが柄と並行に付いたものなど、多くの商品が存在する。

スノーブラシは、主に自動車に積もった雪を払うための道具。棒状で、ブラシと板状のゴムがついている。車体に積もった雪はブラシで払い、表面で凍りついた雪や霜はゴムで擦り取ることができる。ブラシ・ゴムはともに自動車の車体を傷つけることのない材質となっているため、冬によく常備される自動車用品のひとつである。スノーブラシは、運転時の視界確保およびヘッド・テールライトの視認性を向上させるために用いられるのが一般的である。
全長60cmから70cmのものが一般的で伸縮できるものもある。ブラシ部分は柄に平行についているものや、間接器具によって垂直についているものがあり、氷を削るゴム製やプラスチック製のヘラと柄の同じ端についているものやお互い反対になっているものもある等、使用者の使い勝手に応じたいくつかのバリエーションが存在する。中には頑固に付着した氷を破壊するゴム製のハンマーが付いたものもある。
スノーブラシは販売店にもよるが、1本をおよそ500円～1000円程度で購入することができるため、現在では家庭用除雪用品のひとつとして「冬の必需品」と言われることがある。